# Sergio Livingstone
Sergio Livingstone (ur. 26 marca 1920 w Santiago, zm. 11 września 2012 tamże) – chilijski piłkarz grający na pozycji bramkarza, uznawany za pierwszego wielkiego piłkarza w historii Chile. Był nazywany El Sapo (hiszp. Żaba).
W reprezentacji Chile wystąpił 52 razy (34 w Copa América) w latach 1941-1954. Debiutował 2 lutego 1941 w wygranym 4-0 meczu z Ekwadorem. Brał udział w sześciu edycjach Copa América: 1941, 1942, 1945, 1947, 1949 i 1953 oraz w mistrzostwach świata 1950. Większość kariery spędził w CD Universidad Católica. Przez rok strzegł bramki argentyńskiego Racing Club de Avellaneda, a zakończył karierę w CSD Colo-Colo.
Po zakończeniu kariery został znanym dziennikarzem sportowym telewizji TVN, kojarzonym głównie z barwnego komentowania meczów piłkarskich.

## Sukcesy
- Primera División de Chile: 1949 i 1954
- III miejsce na Copa América 1941 i Copa América 1945